# Excelsior (marque fromagère)
Pour les articles homonymes, voir Excelsior.
Excelsior était une marque commerciale accompagnant un fromage fabriqué au XIXe siècle dans la région de Forges-les-Eaux par la famille Dubuc et auquel un crémier parisien, Henri Androuët, a donné le nom de brillat-savarin.
C’était un fromage double crème à base de lait de vache, à croûte blanche duveteuse aux reflets légèrement jaunes, contenant 72 % de matières grasses, d’un poids moyen de 450  grammes, qui se présente sous forme d’un cylindre de 13 cm de diamètre sur 3,5 cm d'épaisseur.